# Palpoteleia atra
Palpoteleia atra är en stekelart som först beskrevs av Jean-Jacques Kieffer 1910.  Palpoteleia atra ingår i släktet Palpoteleia och familjen Scelionidae. Inga underarter finns listade i Catalogue of Life.